# Richmond, Virginia
Richmond este capitala statului (în engleză Commonwealth) Virginia al Statelor Unite ale Americii. Ca toate municipiile statului Virginia, fondate și încorporate ca orașe (cities), Richmond este un oraș independent, nefiind parte a vreunui comitat (spre exemplu comitatul Richmond nu are nici o legătură cu orașul găsindu-se la aproximativ 85 de kilometri, sau 53 de mile, într-o altă zonă a statului).
Richmond se găsește de-a lungul cursului râului numit James River, în regiunea Virginiei numită Piedmont, fiind în același timp centrul conglomerației urbane numită Richmond Metropolitan Statistical Area, similară cu alte conglomerații urbane din Statele Unite și Canada, denumite Metropolitan Statistical Area și abreviate MSA.
Câteva din prescurtările comune ale orașului sunt și următoarele: RVA, The 804 (care reprezintă prefixul său telefonic, în engleză area code), și RIC (codul său IATA pentru aeroportul internațional al orașului).
Este demn de menționat că Richmond a fost, simultan cu a fi capitala statului secesionist Virginia, capitala republicii federale efemere a Statelor Confederate ale Americii, stat independent, dar nerecunoscut de nici o țară, care a existat între 1861 și 1865, în timpul Războiului Civil American, care a fost cauzat chiar de secesiunea menționată.

## Istoric
În 1607, regele James I a emis un decret regal (în engleză royal charter) garantând unei companii private, Virginia Company of London dreptul de a aranja stabilirea unor coloniști englezi în America de Nord.  La numai zece zile după stabilirea primilor englezi ca locuitori permanenți ai orașului Jamestown, doi căpitani de vase, Captain Christopher Newport și Captain John Smith au pornit o expediție de explorare, călătorind nord-vest în amontele râului numit atunci Powhatan's River, azi cunoscut ca James River, înspre Powhatan Hill.  Prima expediție a constat din 120 de bărbați din Jamestown care au făcut prima încercare de a stabili o așezare pe locul cunoscut azi ca Falls of the James, care se găsește între a 14-a Stradă a Podului (conform originalului, the 14th Street Bridge) din downtown-ul orașului modern Richmond și o zonă de agrement cunoscută azi sub numele de Pony Pasture.  Așezarea a fost fondată atunci, datorită navigabilității excelente oferite de structura geografică a locului și, respectiv, de structura malurilor James River.

## Autostrăzi majore
- I-64
- I-95 (Richmond–Petersburg Turnpike)
- I-195
- I-295
- US 1
- US 33
- US 60
- US 250 (Broad Street)
- US 301
- US 360
- SR 5
- SR 6
- SR 10
- SR 33
- SR 76 (Powhite Parkway toll road)
- SR 146
- SR 147
- SR 150 (Chippenham Parkway)
- SR 161
- SR 197
- SR 288
- SR 315
- SR 318
- SR 353
- SR 399

## Clima
| Date climatice pentru Richmond, Virginia (Richmond International Airport), 1981–2010 normals, extremes 1887–present | Date climatice pentru Richmond, Virginia (Richmond International Airport), 1981–2010 normals, extremes 1887–present | Date climatice pentru Richmond, Virginia (Richmond International Airport), 1981–2010 normals, extremes 1887–present | Date climatice pentru Richmond, Virginia (Richmond International Airport), 1981–2010 normals, extremes 1887–present | Date climatice pentru Richmond, Virginia (Richmond International Airport), 1981–2010 normals, extremes 1887–present | Date climatice pentru Richmond, Virginia (Richmond International Airport), 1981–2010 normals, extremes 1887–present | Date climatice pentru Richmond, Virginia (Richmond International Airport), 1981–2010 normals, extremes 1887–present | Date climatice pentru Richmond, Virginia (Richmond International Airport), 1981–2010 normals, extremes 1887–present | Date climatice pentru Richmond, Virginia (Richmond International Airport), 1981–2010 normals, extremes 1887–present | Date climatice pentru Richmond, Virginia (Richmond International Airport), 1981–2010 normals, extremes 1887–present | Date climatice pentru Richmond, Virginia (Richmond International Airport), 1981–2010 normals, extremes 1887–present | Date climatice pentru Richmond, Virginia (Richmond International Airport), 1981–2010 normals, extremes 1887–present | Date climatice pentru Richmond, Virginia (Richmond International Airport), 1981–2010 normals, extremes 1887–present | Date climatice pentru Richmond, Virginia (Richmond International Airport), 1981–2010 normals, extremes 1887–present |
| Luna | Ian | Feb | Mar | Apr | Mai | Iun | Iul | Aug | Sep | Oct | Nov | Dec | Anual |
| --- | --- | --- | --- | --- | --- | --- | --- | --- | --- | --- | --- | --- | --- |
| Maxima istorică °F (°C)                                                                                             | 81 (27) | 83 (28) | 94 (34) | 96 (36) | 100 (38) | 104 (40) | 105 (41) | 107 (42) | 103 (39) | 99 (37) | 86 (30) | 81 (27) | 107 (42) |
| Maxima medie °F (°C)                                                                                                | 47.4 (8,6) | 51.3 (10,7) | 60.0 (15,6) | 70.3 (21,3) | 77.9 (25,5) | 86.1 (30,1) | 89.7 (32,1) | 87.6 (30,9) | 81.2 (27,3) | 71.0 (21,7) | 61.4 (16,3) | 50.7 (10,4) | 69,6 (20,9) |
| Media zilnică °F (°C)                                                                                               | 37.9 (3,3) | 40.9 (4,9) | 48.6 (9,2) | 58.2 (14,6) | 66.4 (19,1) | 75.3 (24,1) | 79.3 (26,3) | 77.5 (25,3) | 70.6 (21,4) | 59.7 (15,4) | 50.4 (10,2) | 41.0 (5) | 58,8 (14,9) |
| Minima medie °F (°C)                                                                                                | 28.3 (−2.1) | 30.5 (−0.8) | 37.1 (2,8) | 46.1 (7,8) | 55.0 (12,8) | 64.5 (18,1) | 68.9 (20,5) | 67.4 (19,7) | 60.1 (15,6) | 48.3 (9,1) | 39.4 (4,1) | 31.4 (−0.3) | 48,1 (8,9) |
| Minima istorică °F (°C)                                                                                             | −12 (−24) | −10 (−23) | 10 (−12) | 19 (−7) | 31 (−1) | 40 (4) | 51 (11) | 46 (8) | 35 (2) | 21 (−6) | 10 (−12) | −2 (−19) | −12 (−24) |
| Precipitații inches (mm)                                                                                            | 3.04 (77.2) | 2.76 (70.1) | 4.04 (102.6) | 3.27 (83.1) | 3.78 (96) | 3.93 (99.8) | 4.51 (114.6) | 4.66 (118.4) | 4.13 (104.9) | 2.98 (75.7) | 3.24 (82.3) | 3.26 (82.8) | 43,60 (1.107,4) |
| Zăpadă inches (cm)                                                                                                  | 3.9 (9.9) | 3.4 (8.6) | 0.6 (1.5) | 0.1 (0.3) | 0 (0) | 0 (0) | 0 (0) | 0 (0) | 0 (0) | 0 (0) | 0.2 (0.5) | 2.1 (5.3) | 10,3 (26,2) |
| Umiditate [%] | 67.9 | 65.6 | 63.0 | 60.8 | 69.5 | 72.2 | 74.8 | 77.2 | 77.0 | 73.8 | 69.1 | 68.9 | 70,0 |
| Nr. de zile cu precipitații (≥ 0.01 in)                                                                             | 9.7 | 8.9 | 10.3 | 10.0 | 10.8 | 10.0 | 11.4 | 9.1 | 8.4 | 7.4 | 8.3 | 9.7 | 114,0 |
| Nr. mediu de zile cu ninsoare (≥ 0.1 in)                                                                            | 1.9 | 1.9 | 0.8 | 0.1 | 0 | 0 | 0 | 0 | 0 | 0 | 0.2 | 1.2 | 6,1 |
| Ore însorite | 172.5 | 179.7 | 233.3 | 261.6 | 288.0 | 306.4 | 301.4 | 278.9 | 237.9 | 222.8 | 183.5 | 163.0 | 2.829 |
| Sursă: NOAA (relative humidity and sunshine hours 1961–1990)                                                        | | | | | | | | | | | | | |

## Personalități născute aici
- John Rahm (1854 - 1935), jucător de golf;
- Ellen Glasgow (1873 - 1945), scriitoare;
- Bill Robinson (1878 - 1949), actor, dansator;
- Eddie Johnson (1919 - 1974), pilot de curse;
- Tom Wolfe (1930 - 2018), scriitor;
- Shirley MacLaine (n. 1934), actriță;
- Warren Beatty (n. 1937), actor, regizor;
- Dave Hebner (1949 - 2022), arbitru de wrestling;
- Jerome Brailey (n. 1950), muzician;
- David Baldacci (n. 1960), scriitor;
- Vince Gilligan (n. 1967), scriitor, regizor;
- Townley Haas (n. 1996), înotător.

## Orașe înfrățite
Richmond este înfrățit cu șase orașe:
- Richmond-upon-Thames (Regatul Unit)
- Saitama (Japonia)
- Windhoek (Namibia)
- Zhengzhou (China)
- Ségou (Mali)
- Uijeongbu (Coreea de Sud)